# بيتر زولي
بيتر زولي بالكرواتي (ʒûːʎ) (بالألمانية: Peter Žulj)‏ من مواليد 9 يونيو 1993 هو لاعب كرة قدم نمساوي يلعب حاليًا لصالح نادي رويال أندرلخت ومنتخب النمسا الوطني لكرة القدم.

## الأندية
تم تطويرزولي بواسطة نظام الشباب في رابيد فيينا، لكنه لم يظهر أبدًا لفريق النادي الأول. بعد فترات الإعارة في الدوري النمساوي الأول لكرة القدم مع جروديج وهارتبرغ، انضم إلى نادي وولفزبيرجر إيه سي النمساوي لكرة القدم في يناير 2014.
في 9 مايو 2018، لعب في اللعبة التي فاز فيها شتورم جراز على ريد بول سالزبورغ في الوقت الإضافي ليفوز بكأس النمسا 2017-18.
في يناير 2019، وقع عقدًا لمدة 3.5 سنوات مع أندرلخت.

## دوليا
في فبراير 2014، تم استدعاء زولي لتشكيلة النمسا تحت 21 سنة لأول مرة.
ظهر لأول مرة مع منتخب النمسا لكرة القدم في المباراة الودية التي فاز فيها الفريق 4-0 على لوكسمبورغ في 27 مارس 2018.

## الحياة الشخصية
ولد زولي في فيلس بالنمسا وهو من أصل بورغنلاند. بيتر هو الأخ الأصغر لروبرت، وهو لاعب كرة قدم محترف.

## الأنجازات
كأس النمسا 207-18

## روابط خارجية
- بيتر زولي على موقع الاتحاد الأوربي (الإنجليزية)
- بيتر زولي على موقع اتحاد تركيا (لاعب) (الإنجليزية)
- بيتر زولي على موقع قاعدة بيانات كرة القدم.إي يو (الإنجليزية)
- بيتر زولي على موقع ليكيب (الفرنسية)
- بيتر زولي على موقع ناشيونال فوتبول تيمز (الإنجليزية)
- بيتر زولي على موقع Soccerway.com (الإنجليزية)
- بيتر زولي على موقع عالم كرة القدم.نت (الإنجليزية)